# Hans Struksnæs
Hans Sølberg Struksnæs (Hov, 24 de abril de 1902 — Oslo, 25 de abril de 1983) foi um velejador norueguês, medalhista olímpico. Ele competiu nos Jogos Olímpicos de Verão de 1936 na classe 8 Metre e conquistou a medalha de prata na disputa realizada a bordo do Silja com Olaf Ditlev-Simonsen, John Ditlev-Simonsen, Lauritz Schmidt, Jacob Thams e Nordahl Wallem.